# Цирюльник

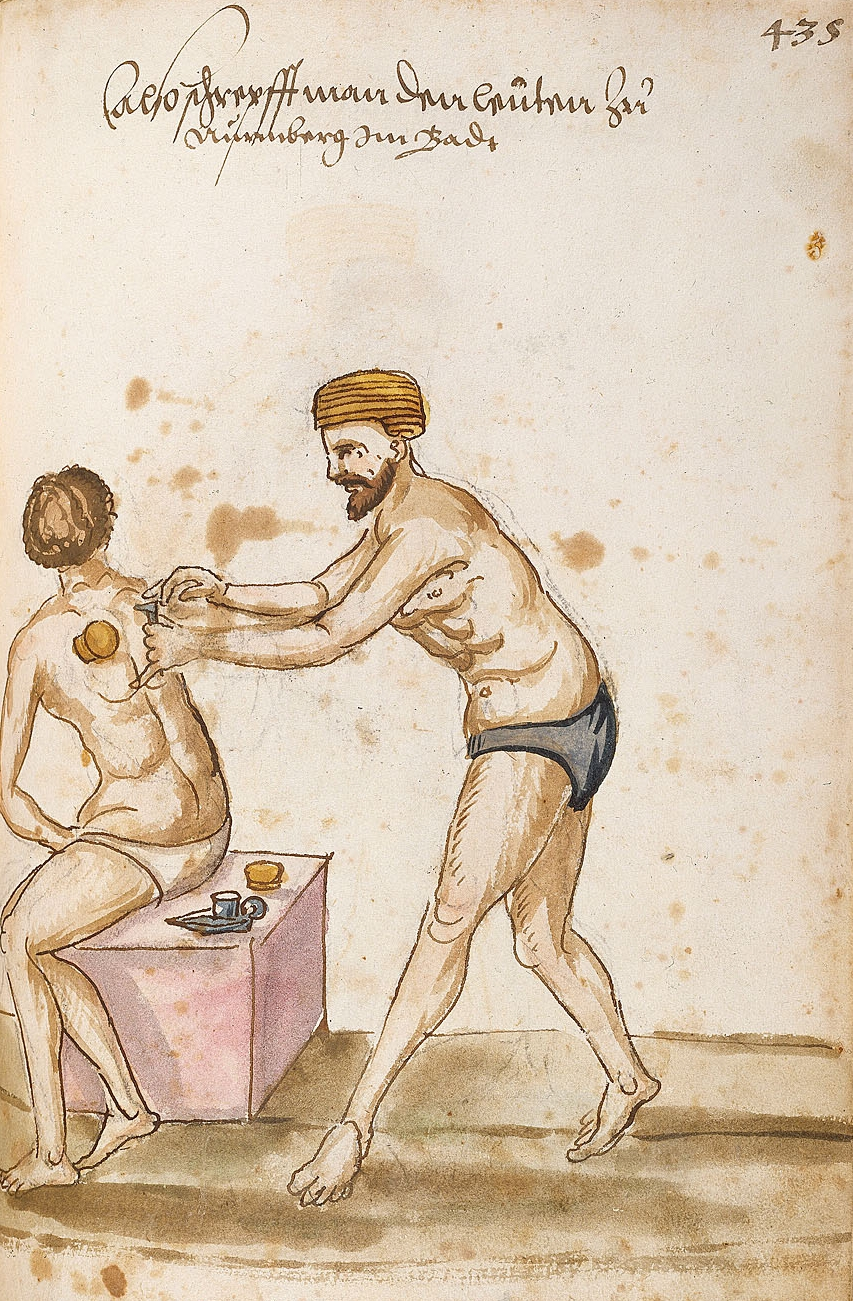
Банщик ставит кровопускательные банки (рисунок XVI века)

Цирю́льник (через пол. cyrulik от лат. chirurgus) — исторически парикмахер и банщик, владеющий элементарными приёмами хирургии. В армии Петра I — нестроевой низший медицинский чин. В дореволюционной русской литературе ( и даже в в первом издании «БСЭ») нередко встречается написание через букву «Ы» — цырюльник.
В каждом городе Европы к XII—XIII вв. была баня с парикмахерской при ней. Как и все ремесленники Средних веков, ее работники были объединены в цех. Квалификация банщика присваивалась цехом ученику только после нескольких лет (до семи) ученичества и после сдачи экзаменов в присутствии старейшин цеха банщиков, представителя городского совета и докторов медицины.

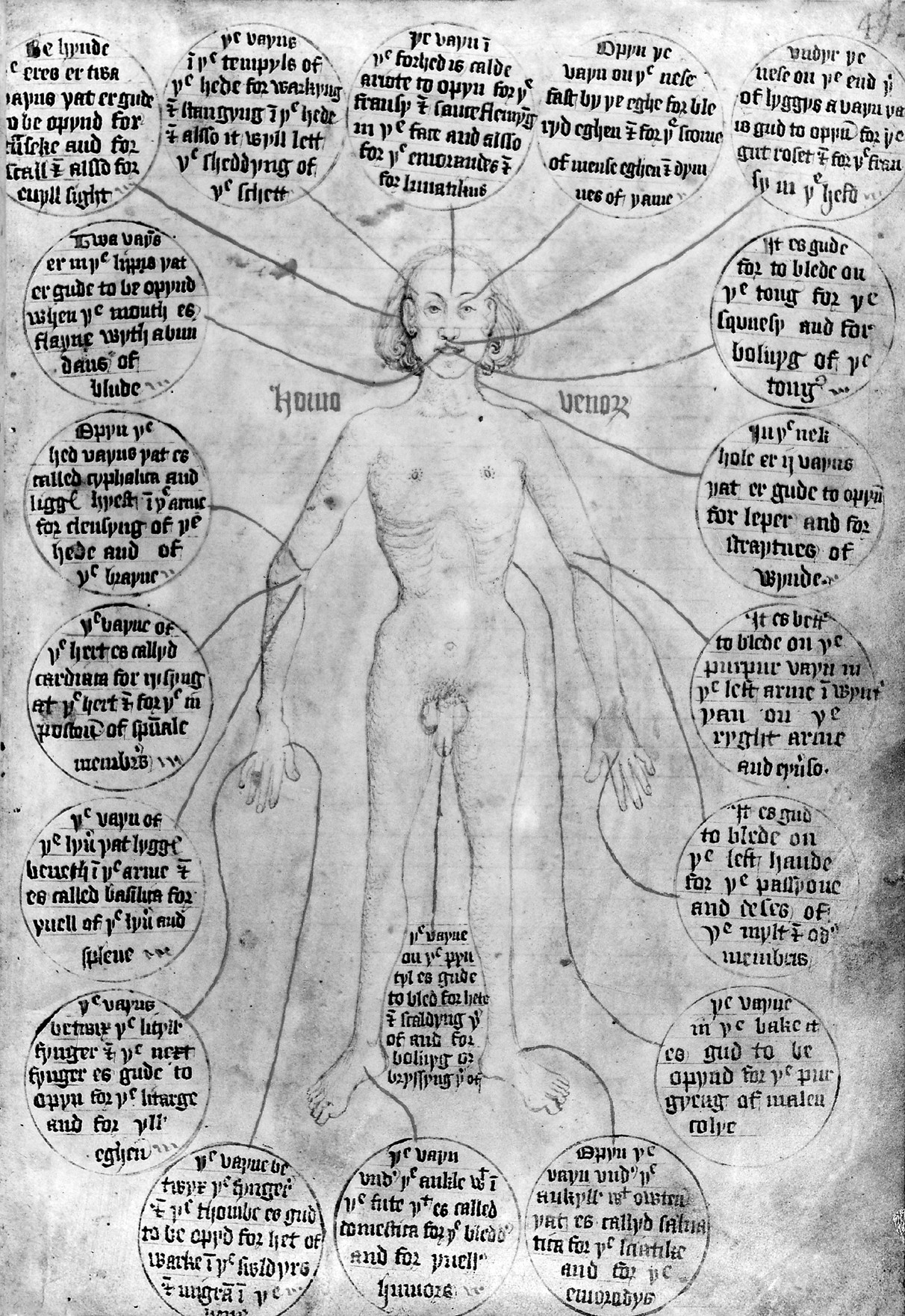
Пособие для цирюльника
(Англия, XV век)

Цех имел правила, касающиеся проводимых в бане процедур и платежей за услуги бани. Банщики имели право, кроме мытья, заниматься массажем, стричь, брить, вправлять вывихи, накладывать перевязки при переломах и ранах, вырывать больные зубы. Главная их деятельность, помимо стрижки и бритья, состояла в кровопусканиях путем надреза подкожных вен, что вплоть до XIX века считалось очень полезным: в традициях античной и средневековой медицины многие болезни объясняли застоем дурной крови, которую необходимо выпустить из тела.
Средневековый цирюльник-ремесленник отличался от профессионального врача, получившего теоретическое медицинское образование по трудам Галена, Гиппократа, Аристотеля в университете. К тому же некоторые ученые врачи имели духовный сан, а священникам правила Четвертого Латеранского собора (1215 г.) запрещали лично резать тела и пачкать руки кровью, что и вело к дальнейшему разделению в Европе профессий медика и цирюльника-хирурга.
Некоторые цирюльники серьезно совершенствовали свои навыки хирургии, имея большую реальную практику общения с ранами, травмами и кожными болезнями, тем более что распространение с XV в. огнестрельного оружия поставило их перед лицом проблем лечения огнестрельных ранений, не имевших аналогов в прошлом: появились методики перевязывания ран, извлечения пуль и осколков и т. п.
С XVII—XVIII вв. началось разделение специальностей парикмахера и хирурга, когда хирургия окончательно стала частью настоящей профессиональной медицины.
На Руси в допетровский период цирюльники были в составе Аптекарского приказа и присутствовали в воинских соединениях вместе с докторами, костоправами, аптекарями и лекарями.
В воинском уставе Петра I было сказано:

 «Надлежит быть при всякой дивизии одному лекарю и одному штаб-лекарю, а во всяком полку полевому лекарю, також в каждой роте по цирюльнику»
В соответствии со штатным расписанием, на одну роту (эскадрон) полагалось по одному цирюльнику. 